# Никола Николајевић Дурново
Никола Николајевич Дурново (Москва, 1842) био је руски публициста, који се у свом раду највише посветио питањима балканског народа, пре свих Срба и Грка.

## Биографија
Родио се у дворјанској породици и добио одлично васпитање и образовање. Од 1861. године почиње свој јавни рад, прво је био чиновник на изборима дворјанства, а своје слободно време посветио је публицистици. У његовој публицистичкој делатности највише се бавио питањима балканских држава, због чега је стекао велику популарност, како у самој Русији, тако и у Србији, Бугарској, Румунији, Грчкој и Црној Гори. 
Радећи на овом пољу више од тридесет година остао је упамћен као као највећи поборник и заштитник права народа са Балкана. Од 1879. године писао је многобројне чланке за различите часописе, неки од њих су: румунски Independance Roumaine, затим неколико грчких новина у којима је посебно био активан 1898. године. Издавао је Восток (1879-1886) чији је задатак био да уништи антипатију према грчком народу, која се у то време почела примећивати у Русији. Овај лист се генерално врло интересовао за положај балканских народа и црквеним питањима у свакој од земаља. 
На иницијативу Дурнова руска влада је 1876. у време српско-турског рата, послала у Србију генерала Черњајева, такође Дурнов је у време овог рата сакупио 120.000 динара као помоћ Србима и Црногорцима.
У време грчко-турског рата успео је да прикупи и пошаље грчкој краљици као помоћ 11.000 рубаља.
Био је један од најзаслужнијих за покретање српског Подворја у Москви, због чега је од српске владе награђен орденом Св. Саве II степена и орденом Таковског крста II степена. Био је близак пријатељ Митрополита Михаила.

## Дела
Неки од његових књижевних радова су:
- Государства и народы Балканскаго полуострова, ихъ прошедшее, настоящее и будущее и болгарская кривда (Државе и народи Балканског полуострва, њихова прошлост, садашњост, будућност и Бугарска лаж) - дело је преведено и на немачки и румунски језик.
- Имеют ли Болгары историческое право на Македонию, Фракию и Старую Сербию (Имају ли Бугари историјско право на Македонију Тракију и Стару Србију) - штампан на руском и грчком језику.
- Болгарская пропаганда в Македонии и Македонский вопрос (Бугарска пропаганда у Македонији и Македонско питање)